# Эртнере, Фелицита
Фелицита Эртнере (латыш. Felicita Ertnere; 25 июля 1891, Российская империя — 9 сентября 1975) — латышский и советский театральный режиссёр, педагог. Народная артистка Латвийской ССР (1950).

### Биография
Родилась в семье домовладельца. Училась в Рижском коммерческом училище. Отправилась в Санкт-Петербург для продолжения изучения коммерции. Но к изумлению родственников неожиданно решила учиться сценическому искусству у Э. Лесгафта.
В 1917 году окончила факультет физического воспитания Высших женских курсов, в 1918 году — Институт ритма и выразительных движений в Петрограде.
После Октябрьской революции работала учителем физкультуры в школе-интернате в Петрограде. В октябре 1920 года, вернувшись в Латвию, была преподавателем движения в драматической студии Рижского народного университета. С 1921 года работала консультантом по сценическому движению в Рижском Художественном театре.
Последовательница системы Эмиля Жака-Далькроза и Франсуа Дельсарта.
В 1920-х годах начала работать режиссёром. С 1937 года работала самостоятельно.
Сотрудничала с Смильгисом, совместно с которым поставила:
- 1947 — «Огонь и ночь» Райниса,
- 1949 — «Анна Каренина» по Л. Толстому,
- 1956 — «Мария Стюарт»,
- 1956 — «Играл я, плясал» Райниса,
- 1959 — «Гамлет» У. Шекспира.

Постановкам Ф. Эртнере было присуще глубокое проникновение в драматургический материал, высокая сценическая культура, тщательная работа с актёрами.
Руководила занятиями актёрского мастерства и ритмики на театральных курсах Фелдманиса, Латвийских драматических курсах, в студиях Художественного театра, в Рижской консерватории.

## Избранные постановки
- 1950 — «Без вины виноватые» А. Н. Островского,
- 1951 и 1959 — «Три сестры» А. П. Чехова, * 1959 — «Вечно зелёные пальмы» Виганте.

Похоронена на кладбище Райниса.